# Plagiotremus tapeinosoma
Plagiotremus tapeinosoma és una espècie de peix de la família dels blènnids i de l'ordre dels perciformes.

## Descripció
- Els mascles poden assolir 14 cm de longitud total.[1][2] És ovípar.[3]

## Hàbitat
És un peix marí de clima tropical i associat als esculls de corall que viu entre 8-30 m de fondària.

## Distribució geogràfica
Es troba des del Mar Roig i l'Àfrica oriental fins a les Illes de la Línia, les Illes Marqueses, les Tuamotu, el sud del Japó i Nova Zelanda.